# Gibson Les Paul
Gibson Les Paul是一款實心電吉他的型號，由吉普森吉他公司(Gibson)於1952年開始銷售，於1961年中斷，後於1968年恢復銷售並且持續至今。
Les Paul吉他型號由吉普森吉他公司的總裁泰德.麥卡迪（英語：Ted McCarty）聯同著名吉他手萊斯·保羅（英語：Les Paul）共同設計，目的是為了應對吉普森吉他公司的競爭對手芬達樂器公司開發的實心電吉他產品，Les Paul吉他型號也因此成為了吉普森吉他公司生產的第一款實心電吉他型號。早期時，這款吉他型號的銷量一直非常低靡，吉普森吉他公司甚至在1961年決定停止生產這種吉他型號。然而在1960年代時，情況開始有所轉折，由於Les Paul吉他的聲音非常溫暖並且富有衝擊力，這使得它成為了許多當時著名的吉他手——例如吉米·佩奇、傑夫·貝克以及艾瑞克·克萊普頓早期時——的首選吉他款式。1968年，吉普森公司決定重新發售Les Paul型號的吉他，後來Les Paul成為了吉普森吉他公司歷史上最成功的吉他型號。當今，許多人認為它與芬達公司生產的Telecaster和Stratocaster同屬於電吉他經典型號。

## 歷史

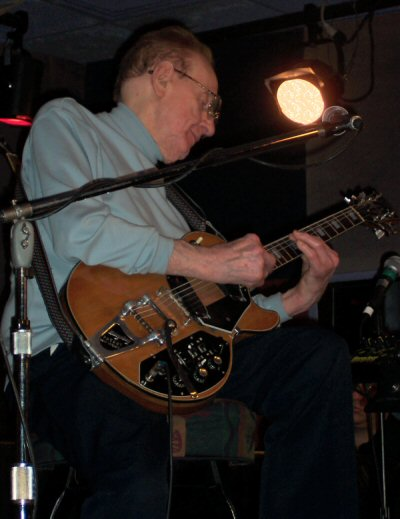
萊斯·威廉·波爾福斯（Lester Willam Polfuss，暱稱Les Paul），攝於2004年，Gibson Les Paul吉他型號的發明者之一

1930年代時，年輕的音樂家兼發明家萊斯·保羅（英語：Les Paul）正苦心鑽研一種方式以克服當時其它電吉他存在的問題。當時的電吉他多數是由原聲吉他加上了拾音器製成，這樣做的缺點是由揚聲器播放出來的聲音會引起中空的吉他琴體的共振，從而產生“回授（英語：Feedback）”的現象，這種現象會嚴重影響電吉他的音色。為了克服這個缺點，萊斯·保羅大幅度地改裝了他自己的爵士吉他：他將整個吉他琴體從中間鋸開，並將琴頸、琴橋與電路安裝到了一個長方形的木塊上，並且將整個木塊放回鋸成兩半的吉他琴體中。這樣，他的吉他從外表上看來與一把原聲吉他別無二致，然而從內部來看，卻是一把實心琴體的吉他。這樣，吉他就不能發出原聲吉他的聲音了，但是同時它也避免了因共振而產生的回授效果。在萊斯·保羅使用這把稱為“原木（英語：The Log）”的吉他登台演出並且獲得成功之後，他於1946年寄希望於吉普森吉他公司，希望吉普森吉他公司能夠根據他的發明設計出一種量產吉他的型號。吉普森吉他公司當時的總裁莫里斯·柏林（英語：Maurice Berlin）拒絕了他的發明，並且評價道，人們絕對不會購買這種像是“在掃把上加了一個拾音器”的吉他的。
在這之後，加利福尼亞州的電子工程師李奧·芬達於1950年率先使用他的發明——一種實心電吉他型號“Fender Broadcaster”（後於1951年更名為Telecaster）——搶佔了市場，並且獲得了商業上的成功。新的吉普森公司總裁泰德·麥卡迪決定，吉普森公司必須也將一款實心電吉他的開發列入日程，並且想起了萊斯·保羅的那把“原木”吉他。萊斯·保羅與泰德·麥卡迪很快就達成了一致，著手共同設計一款實心電吉他型號。然而對於設計過程的細節，雙方卻各執一詞：
- 音樂家兼發明家萊斯·保羅聲稱，他之前的吉他設計已經近乎完成。吉普森的技術人員只是在他的吉他設計的表面加上了一個隆起的貼面而已。這種隆起的貼面設計是吉普森吉他公司在1920年就已經開始在爵士吉他上使用了。這個細節對吉普森的技術人員來說非常重要，因為這種隆起的貼面可以講吉普森公司生產的吉他與芬達樂器公司生產的扁平表面的吉他很快地區分開來。而在那時，芬達樂器公司也沒有技術能夠複製這種隆起的貼面。
- 泰德·麥卡迪卻認為，當時吉他的原型已經由吉普森吉他公司的車間生產出來了，並且參照了萊斯·保羅的原型吉他。在麥卡迪展示的吉他原型的基礎上，萊斯·保羅儘儘是對梯形琴橋與金色漆面的使用作出了建議而已。

不過可以確定的是，萊斯·保羅與麥卡迪在1951年共同簽署了一份合約，萊斯·保羅同意使用他的姓名作為新吉他型號的名稱，而新吉他型號的專利權將註冊在麥卡迪名下，萊斯·保羅擁有梯形琴橋的專利權。

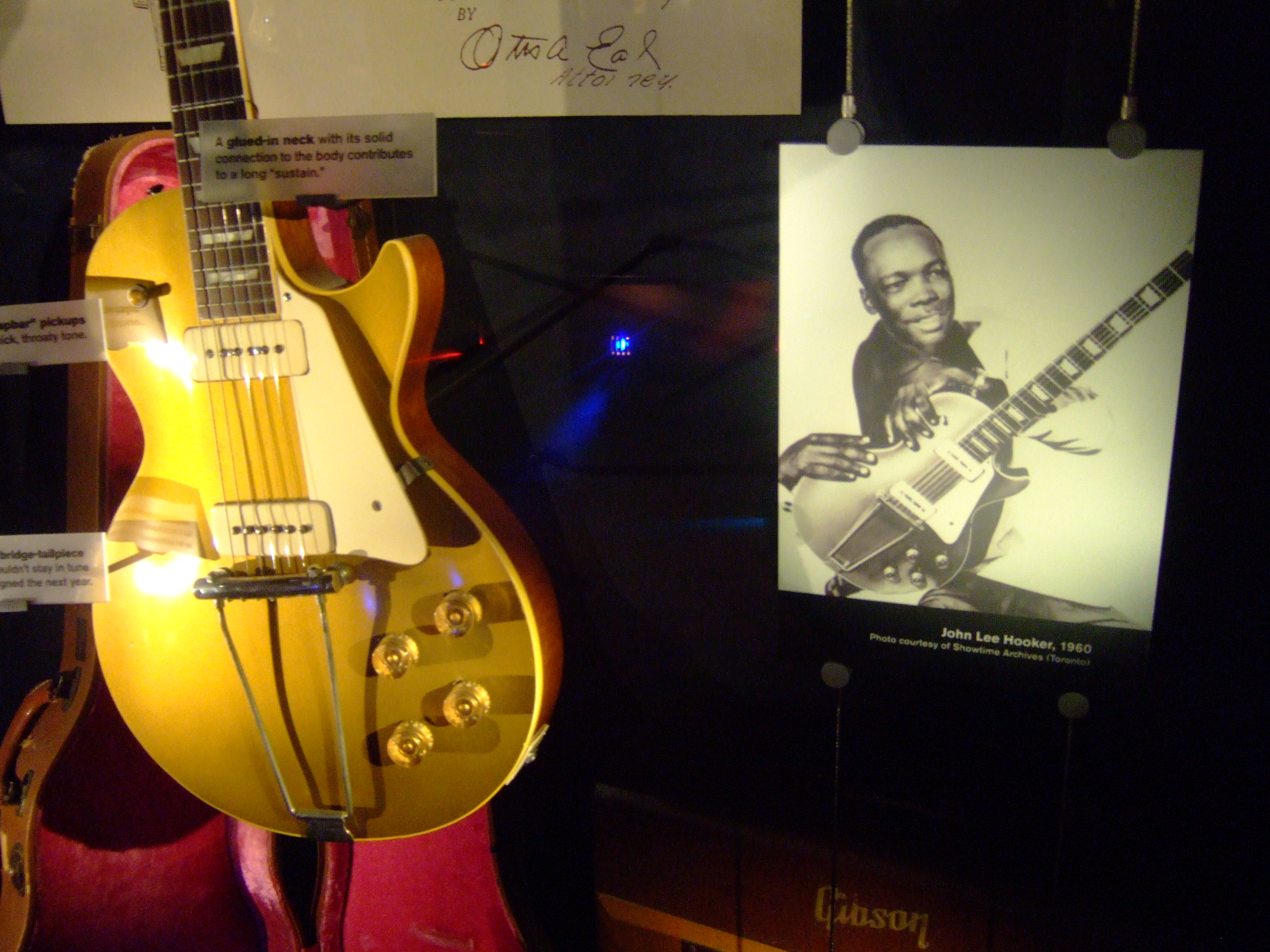
1952年產Les Paul型電吉他

1952年，第一把Les Paul型號的電吉他投入了市場。此時的Les Paul吉他有隆起的貼面，並且配備兩個P-90單線圈拾音器，金色漆面。萊斯·保羅認為金色的漆面會給人一種奢華與昂貴的印象。然而初版Les Paul型號有一個結構上的缺陷，梯形琴橋對這種吉他來說太高了，這就使得琴弦必須安裝在琴橋的下方，這樣吉他手就無法用手掌按住琴弦造成悶音的效果。直到1953年，一種改良式的一體式琴橋才解決了這個問題。吉他收藏家將Les Paul吉他早期的型號稱為“Goldtop（中文：金色貼面）”。
1954年，Les Paul Custom吉他型號初現於市場，這是一種外型改良版的Les Paul吉他型號，顏色為黑色，廣告中稱讚它為“無琴桁的奇蹟”。這種吉他型號配備有一個新式鋁鎳鈷合金單線圈拾音器，以及一種新型的琴橋，即“Tune-O-Matic”琴橋。從1955年開始，這種琴橋結構亦開始運用在許多其它吉他型號上。Les Paul Custom型號的吉他採用桃花心木而不是楓木製作隆起的貼面。
1957年，Les Paul開始裝備新研製的雙線圈拾音器。這種拾音器在早期的型號上有一個標有“PATENT APPLIED FOR”（意為“已註冊專利”）字樣的貼紙，以便防止複製。後來的音樂家常常根據這個字樣的縮寫“PAF”來稱呼這種拾音器，這種拾音器在吉他收藏家中也非常受歡迎。此時的Les Paul也有了更多顏色的選擇，最受歡迎的當數“日光色漸層（英語：sunburst）”的漆面，這種漆面的吉他琴體邊緣為深紅色或棕色，向中間逐漸過度到透明的蜜黃色。

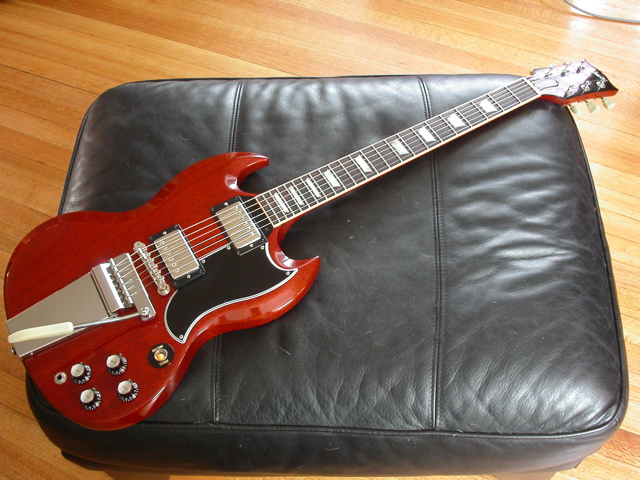
Gibson SG型電吉他，配備有“Maestro”顫音裝置

1961年，Les Paul吉他型號因為銷量下跌而停產，取而代之的是Gibson SG型號。Gibson SG型號直到1963年都被稱為“Les Paul SG”，然而萊斯·保羅並不喜歡SG型吉他，而且他與吉普森公司簽訂的冠名權合約也在1962年到期了，所以他就从吉普森公司撤銷了冠名權，這樣Les Paul SG就不得不改稱為SG。“SG”兩個字母是英文“solid guitar（中文：实心吉他）”的縮寫。在日後對萊斯·保羅的訪談中，他提到，除了他不喜歡SG型吉他的新外型之外，他與他的前妻瑪麗·福特（英語：Mary Ford）的離婚也是他從吉普森公司撤銷命名權的原因之一。萊斯·保羅當時非常害怕離婚需要支付大筆的金額給他的妻子，而且續簽這樣一個能夠讓他獲得大筆財富的合同對他來說並沒有什麼好處。因為越高的收入，對他來說也就意味著更高金額的離婚補償金。這也是為什麼萊斯·保羅在那時幾乎完全從音樂界脫身的原因。
在1960年代Les Paul型吉他因藍調搖滾的蓬勃發展而重新取得一席之地後，吉普森公司決定在1967年重新開始生產Les Paul型吉他。而萊斯·保羅當時也已經從離婚風波中脫身而出，他也決定重新簽署有關冠名權的協議，協議對1968年生產的新吉他開始生效。自此之後，Les Paul型吉他的不同版本就一直保留在吉普森公司的生產計畫中。

## 結構

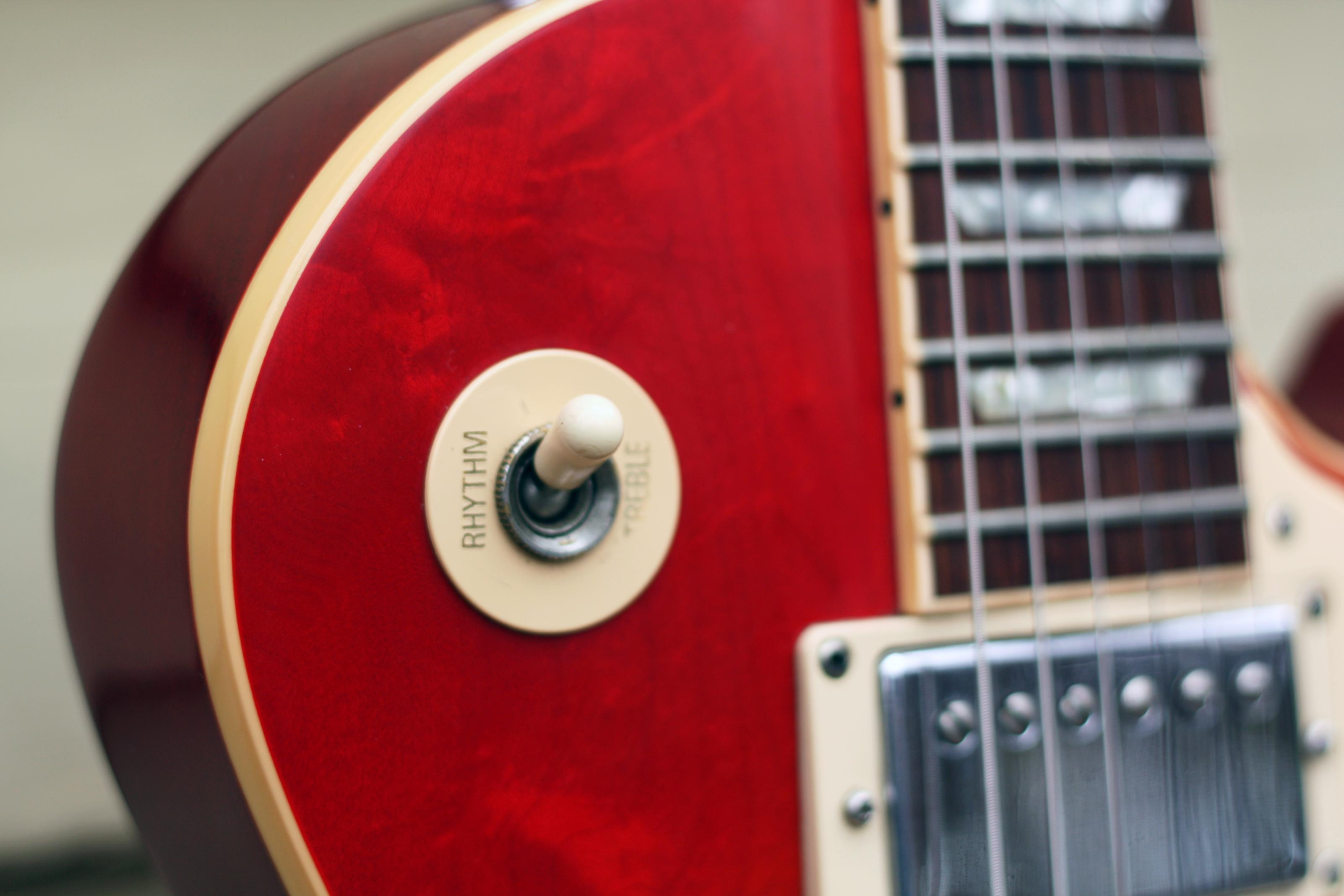
Les Paul型吉他的三檔拾音器切換開關，可見“Rhythm”與“Treble”的標記

Les Paul型吉他的琴體形狀是借鑒了原生吉他而設計的，在琴體下方（按照演奏時橫置的方向）有一個缺角。Les Paul型吉他的一個非常顯著的特點是使用桃花心木製造的琴體上貼有隆起的楓木的貼面。在某些Les Paul Custom型號中，也可見使用桃花心木替代楓木製作貼面的情況。琴頸也由桃花心木製造，採用粘結的工藝與琴體相連，弦長為628毫米（24.75英吋）。
聲音方面，大多數Les Paul吉他配有兩個雙線圈拾音器。少數子型號（例如Les Paul Custom、Les Paul Artisan）在兩個雙線圈拾音器之間還配有第三個雙線圈拾音器。在兩個雙線圈拾音器的型號上，每個拾音器各有一個音量控制旋鈕與一個音色控制旋鈕。拾音器切換開關一般有三檔，按照從上到下的順序分別對應：1. 琴頸拾音器單獨工作、2. 琴頸拾音器與琴橋拾音器協同工作、3. 琴橋拾音器單獨工作三種模式。根據1950年代的用詞，第一種和第三種模式分別被標記為“節奏（英語：Rhythm）”和“高音（英語：Treble）”。
某些Les Paul的子型號（例如Les Paul Junior、1954年產Les Paul “Goldtop”以及一部分Les Paul Special）配備有兩個P-90單線圈拾音器。這樣的配置製造出的聲音相較於雙線圈拾音器更加動態、更加明亮，同時也不乏渾厚之感。因此，這些Les Paul的子型號為許多演奏藍調和搖滾樂的音樂家所鍾愛。近年來，配有P-90單線圈拾音器的Les Paul子型號亦有復興之趨勢，尤其是在所謂的“新世紀搖滾運動”中經常被使用。

## 子型號

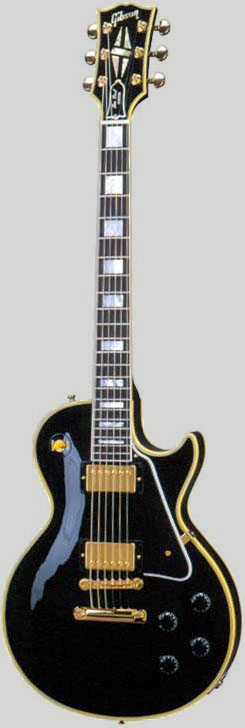
Gibson Les Paul Custom型吉他

吉普森吉他公司在它的歷史上層生產過的Les Paul型吉他的子型號難以勝數，它們的結構與配置互相亦有非常大的區別。近年來，Les Paul子型號的產品線大致可以分為以下三種：“Standard（中文：標準款）”、“Custom（中文：訂製款）”、“Studio（中文：錄音室款）”，目前市面上還有Traditional，Classic，Junior等等。其中2015開始各型號又可再細分為High Performance spec和Traditional spec（常寫作Standard HP、Standard T），前者改使用紋路較佳的楓木貼面，琴頸和琴身的接合處有挖除部分木料以利高把位彈奏，配備自動調音裝置，鈦合金上弦枕等等。

### Standard
Les Paul Standard，亦即Les Paul標準款，這種型號初現與1958年，它保留了1957年款Goldtop型號Les Paul的大部分配置，例如“PAF”雙線圈拾音器和“tune-o-matic”琴橋。顏色方面，櫻桃紅色漸層取代了自1952年一直使用的金色漆面。在這之前，櫻桃紅色漸層式的漆面早已運用在吉普森公司的其它吉他型號上了，例如某些原聲吉他或空心電吉他型號。由於漸層式漆面的中間是半透明的，可以透過漆面看到楓木貼面的紋理。那時的楓木貼面的紋理有兩種，一種是一整片楓木貼面，另一種則是由兩片對稱的楓木片拼合而成。為了與之前的Goldtop型號區分開來，新的吉他型號被稱為Les Paul Standard。在1958年至1960年間，吉他的配置因不同的年份會有差異，甚至在不同的吉他之間亦會有些許不同。典型的1958年產Les Paul Standard的琴頸較粗，琴桁較矮、較細。而在接下來的兩年中，Les Paul Standard的琴頸越來越細，但是琴桁則變得更高、更粗。1958至1959年款的櫻桃紅染色在紫外線的照射下會很快地褪色，所以在1960年，吉普森公司將其換成了一種更不易褪色的染料。但是這種染料的透明度也更低，並且更偏橙色一些。有些時候這種染料製成的漆面也被戲稱為“番茄湯漸層”。原款Les Paul Standard型號的吉他的生產僅從1958年持續到1961年便中斷，其間只有1700把成品吉他。現在這些原款Les Paul Standard價格不菲，依據2011年的資料，它們的售價約在22萬5千美金至37萬5千美金之間。Les Paul Standard的生產於1961年中斷後被SG型吉他所取代，後於1968年因高需求量而恢復生產。
自2008年以來，Les Paul Standard又進行了一系列的改動，這包括採用了一種稱為“音腔”（chamber）的製程，在琴體內銑出凹槽，既減輕了琴體重量，又改善了音色。除此之外，傳統的電路現在由一塊覆蓋了有機玻璃的電路板所取代。琴頸的粗細亦有多次更改。

### Custom
Les Paul Custom，亦即Les Paul訂製款，這種型號是Les Paul Standard的改款，尤其是在外观上有多处改进。它的琴體周圍有多層黑色與米色的包邊，琴頭上有“H”型鑲嵌花紋，金屬零件為鍍金的，指板多由黑檀製成（近年多改由一种称为“Richlite”的聚合材料製成，也就是再生紙加上塑料，僅剩True Historic等高階型號還使用黑檀），指板上有方形镶嵌的泛音标记。
Les Paul Custom是吉普森公司量產Les Paul吉他中的高級型號（雖然型號為Custom但不表示它一定是由Custom Shop生產），所以它也有一些獨特的配置是在其它型號中沒有的。例如某些型號配有三個雙線圈拾音器，亦有配備“Bigsby”顫音裝置的型號，還有一些型號有獨特的配色。某些型號亦去掉了楓木貼面，整個琴體由一整塊實心的桃花心木製成。

### Studio
Les Paul Studio，亦即Les Paul錄音室款，這種型號是Les Paul的廉價款，在許多方面為成本作出了妥協。在大多數版本中，指板的邊緣沒有任何包邊，吉普森公司的“Gibson”商標也是印在琴頭上而不是鑲嵌上去的，使用的木材的紋理也較為次等。在某些版本中，指板上鑲嵌的泛音標記為點狀，而非梯形。
Les Paul Studio最早於1983年投入市場，是為了給消費者們提供一個價格較為低廉的型號以供選擇。由於在錄音工作室中，除了調音師以外並沒有其他觀眾了，所以在一些外觀的細節上可以又所省略。這即是這個型號的名稱中“Studio（中文：錄音室）”一詞的由來。雖然Les Paul Studio相比於其他的Les Paul版本缺少了琴體和指板上的包邊，某些音樂家卻對這個細節趨之若鶩，這是因為蓋瑞·摩爾與喬·佩里（空中鐵匠樂隊的吉他手）的簽名款吉他是基於Les Paul Studio版本改造而來的，故亦沒有琴體和指板上的包邊。由於在商業方面非常成功的緣故，Les Paul Studio是Les Paul系列產品中唯一一個自從投入市場之後從未中斷過的吉他型號。